# Krążowniki lekkie typu Cleveland
Krążowniki typu Cleveland były krążownikami lekkimi floty amerykańskiej podczas II wojny światowej. Z planowanych 39 okrętów wprowadzono do służby 27 (w latach 1942-1946), a 9 ukończono jako lekkie lotniskowce typu Independence. W latach powojennych przebudowano 6 okrętów na krążowniki rakietowe (typu Galveston i Providence).  Pozostałe zostały wycofane ze służby w latach 1946-1950.

## Okręty
- "Cleveland" (CL-55)
- "Columbia" (CL-56)
- "Montpelier" (CL-57)
- "Denver" (CL-58)

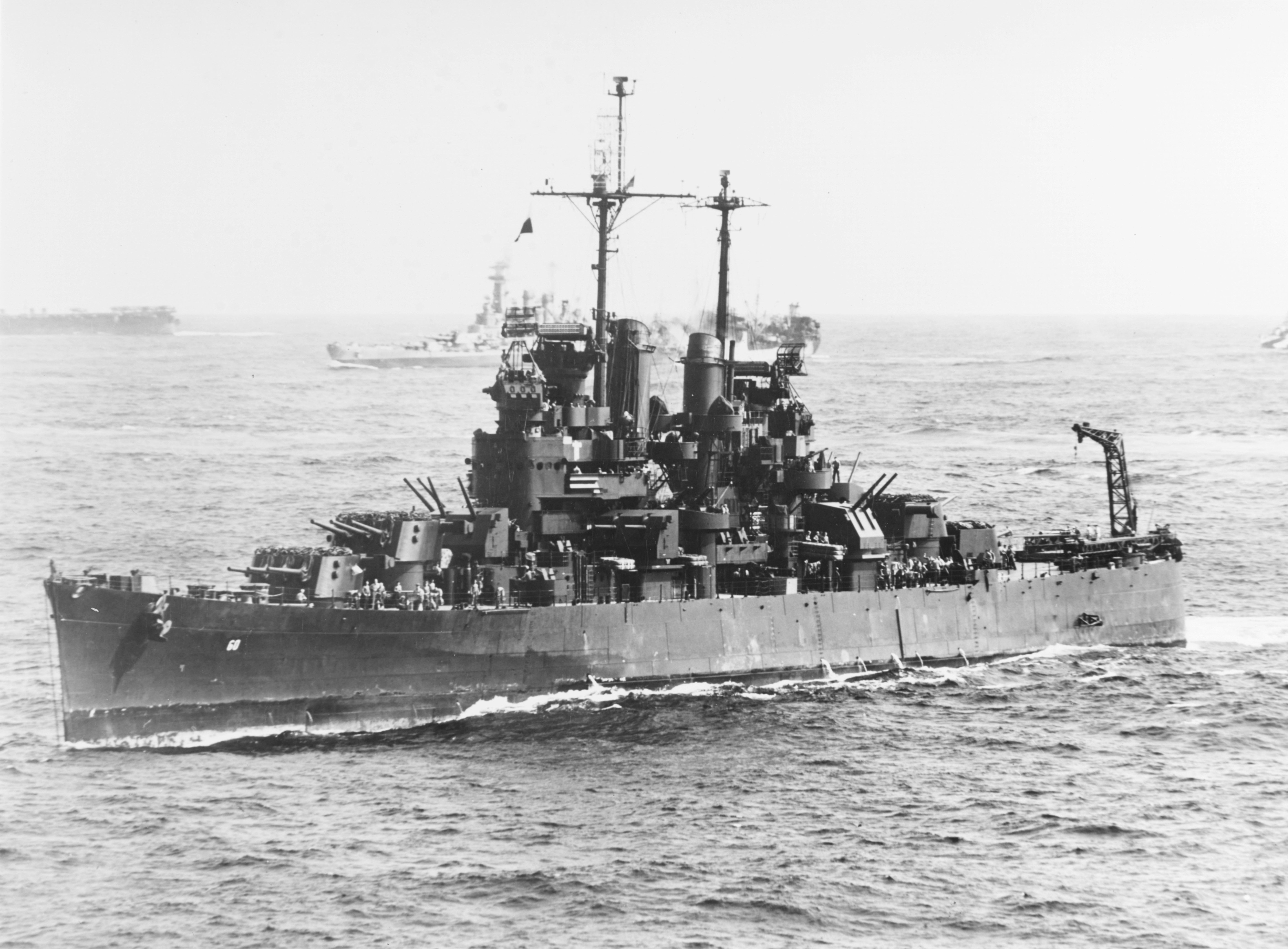
USS "Santa Fe" w drodze w dniu 12 grudnia 1944 roku

- "Amsterdam" (CL-59)  (zamówienie zmieniono na lekki lotniskowiec "Independence")
- "Santa Fe" (CL-60)
- "Tallahassee" (CL-61)  (zamówienie zmieniono na lekki lotniskowiec "Princeton")
- "Birmingham" (CL-62)
- "Mobile" (CL-63)
- "Vincennes" (CL-64)
- "Pasadena"(CL-65)
- "Springfield" (CL-66) (przebudowany na krążownik rakietowy CLG-7/CG-7)
- "Topeka" (CL-67) (przebudowany na krążownik rakietowy CLG-8)
- "New Haven" (CL-76)  (zamówienie zmieniono na lekki lotniskowiec "Belleau Wood")
- "Huntington" (CL-77)  (zamówienie zmieniono na lekki lotniskowiec "Cowpens")
- "Dayton" (CL-78)  (zamówienie zmieniono na lekki lotniskowiec "Monterey")
- "Wilmington" (CL-79)  (zamówienie zmieniono na lekki lotniskowiec "Cabot")
- "Biloxi" (CL-80)
- "Houston" (CL-81)
- "Providence" (CL-82) (przebudowany na krążownik rakietowy CLG-6/CG-6)
- "Manchester" (CL-83)
- "Fargo" (CL-85)  (zamówienie zmieniono na lekki lotniskowiec "Langley")
- CL-84 (nienazwany, nieukończony)
- "Vicksburg" (CL-86)
- "Duluth" (CL-87)
- CL-88 (nienazwany, nieukończony)
- "Miami" (CL-89)
- "Astoria" (CL-90)
- "Oklahoma City" (CL-91) (przebudowany na krążownik rakietowy CLG-5/CG-5)
- "Little Rock" (CL-92) (przebudowany na krążownik rakietowy CLG-4/CG-4, obecnie okręt muzeum w Buffalo)
- "Galveston" (CL-93) (przebudowany na krążownik rakietowy CLG-3)
- "Youngstown" (CL-94) budowę przerwano, okręt złomowano
- "Buffalo" (CL-99)  (zamówienie zmieniono na lekki lotniskowiec "Bataan")
- "Newark" (CL-100)  (zamówienie zmieniono na lekki lotniskowiec "San Jacinto")
- "Amsterdam" (CL-101)
- "Portsmouth" (CL-102)
- "Wilkes-Barre" (CL-103)
- "Atlanta" (CL-104)
- "Dayton" (CL-105)